# Interior Design (album)
Albums de Sparks
Music That You Can Dance To
(1986) Gratuitous Sax and Senseless Violins
(1994)
Singles
1. So Important
Sortie : juillet 1988
2. Just Got Back from Heaven
Sortie : août 1989

Interior Design est le quinzième album du groupe américain de rock Sparks. Il est sorti en 1988 sur le label Fine Art Records.

## Histoire
Les deux singles tirés de l'album atteignent le Top 10 du classement Hot Dance Club Songs établi par le magazine américain Billboard. So Important se classe 8e en août 1988 et Just Got Back from Heaven pointe à la 7e place en mai 1989.

## Fiche technique

### Chansons
Toutes les chansons sont écrites et composées par Ron Mael et Russell Mael.
| 1. | So Important                  | 4:33 |
| 2. | Just Got Back from Heaven     | 4:09 |
| 3. | Lots of Reasons               | 3:47 |
| 4. | You've Got a Hold of My Heart | 4:58 |
| 5. | Love-O-Rama                   | 4:44 |

| 6.  | The Toughest Girl in Town           | 4:16 |
| 7.  | Let's Make Love                     | 4:45 |
| 8.  | Stop Me If You've Heard This Before | 3:41 |
| 9.  | A Walk Down Memory Lane             | 4:53 |
| 10. | Madonna                             | 4:39 |

La version de l'album au format CD, parue la même année, comprend cinq morceaux supplémentaires :
| 11. | Madonna (version en français)            | 4:39 |
| 12. | Madonna (version en allemand)            | 4:39 |
| 13. | Madonna (version en espagnol)            | 4:39 |
| 14. | The Big Brass Ring                       | 2:20 |
| 15. | So Important (Extremely Important Remix) | 7:02 |

### Musiciens
- Russell Mael : chant
- Ron Mael : claviers
- Spencer Sircombe : guitare
- Pamela Stonebrooke : chœurs
- John Thomas : claviers

### Équipe de production
- Ron Mael, Russell Mael : producteurs
- John Thomas : ingénieur du son